# Lijst van voetbalinterlands Nederland - Noord-Ierland (mannen)
Deze lijst van voetbalinterlands is een overzicht van alle officiële voetbalwedstrijden tussen de nationale teams van Nederland en Noord-Ierland. De landen hebben tot op heden acht keer tegen elkaar gespeeld. De eerste wedstrijd was een vriendschappelijk duel op 9 mei 1962 in Rotterdam. Het laatste duel, een kwalificatiewedstrijd voor het Europees kampioenschap voetbal 2020, werd gespeeld op 16 november 2019 in Belfast.

## Wedstrijden
| № | № Int NL | Plaats    | Datum            | Competitie           | Wedstrijd                 | Uitslag |
| - | -------- | --------- | ---------------- | -------------------- | ------------------------- | ------- |
| 1 | 259      | Rotterdam | 9 mei 1962       | Vriendschappelijk    | Nederland – Noord-Ierland | 4 – 0   |
| 2 | 280      | Belfast   | 17 maart 1965    | WK 1966 kwalificatie | Noord-Ierland – Nederland | 2 – 1   |
| 3 | 281      | Rotterdam | 7 april 1965     | WK 1966 kwalificatie | Nederland – Noord-Ierland | 0 – 0   |
| 4 | 358      | Rotterdam | 13 oktober 1976  | WK 1978 kwalificatie | Nederland – Noord-Ierland | 2 – 2   |
| 5 | 363      | Belfast   | 12 oktober 1977  | WK 1978 kwalificatie | Noord-Ierland – Nederland | 0 – 1   |
| 6 | 719      | Amsterdam | 2 juni 2012      | Vriendschappelijk    | Nederland – Noord-Ierland | 6 − 0   |
| 7 | 805      | Rotterdam | 10 oktober 2019  | EK 2020 kwalificatie | Nederland – Noord-Ierland | 3 − 1   |
| 8 | 807      | Belfast   | 16 november 2019 | EK 2020 kwalificatie | Noord-Ierland – Nederland | 0 − 0   |

## Samenvatting
| Competitie        | Totaal gespeeld | Winst Nederland | Gelijk | Winst Noord-Ierland | Doelsaldo Nederland – Noord-Ierland |
| ----------------- | --------------- | --------------- | ------ | ------------------- | ----------------------------------- |
| WK-kwalificatie   | 4               | 1               | 2      | 1                   | 4 − 4                               |
| EK-kwalificatie   | 2               | 1               | 1      | 0                   | 3 − 1                               |
| Vriendschappelijk | 2               | 2               | 0      | 0                   | 10 − 0                              |
| Totaal            | 8               | 4               | 3      | 1                   | 17 − 5                              |

Wedstrijden bepaald door strafschoppen worden, in lijn met de FIFA, als een gelijkspel gerekend.

## Details

### Eerste ontmoeting
| Vriendschappelijk (Rotterdam, Nederland, 9 mei 1962):                                   |       |               |
| Nederland                                                                               | 4 – 0 | Noord-Ierland |
| Sjaak Swart 48' Piet van der Kuil 51' Tonny van der Linden 70' Tonny van der Linden 73' | goals |               |

### Tweede ontmoeting
| WK 1966 kwalificatie (Belfast, Noord-Ierland, 17 maart 1965): |       |                   |
| Noord-Ierland                                                 | 2 – 1 | Nederland         |
| John Crossan 11' Terry Neill 62'                              | goals | 6' Hennie van Nee |

### Derde ontmoeting
| WK 1966 kwalificatie (Rotterdam, Nederland, 7 april 1965): |       |               |
| Nederland                                                  | 0 – 0 | Noord-Ierland |
|                                                            | goals |               |

### Vierde ontmoeting
| WK 1978 kwalificatie (Rotterdam, Nederland, 13 oktober 1976): |       |                                   |
| Nederland                                                     | 2 – 2 | Noord-Ierland                     |
| Ruud Krol 64' Johan Cruijff 66'                               | goals | 4' Chris McGrath 88' Derek Spence |

### Vijfde ontmoeting
| WK 1978 kwalificatie (Belfast, Noord-Ierland, 12 oktober 1977): |       |                          |
| Noord-Ierland                                                   | 0 – 1 | Nederland                |
|                                                                 | goals | 74' Willy van de Kerkhof |

### Zesde ontmoeting
| Vriendschappelijk (Amsterdam, Nederland, 2 juni 2012):                                                                     |       |               |
| Nederland | 6 – 0 | Noord-Ierland |
| Robin van Persie 11' Wesley Sneijder 15' Robin van Persie 29' (pen.) Ibrahim Afellay 37' Ibrahim Afellay 51' Ron Vlaar 78' | goals |               |

### Zevende ontmoeting
| EK 2020 kwalificatie (Rotterdam, Nederland, 10 oktober 2019): |       |                   |
| Nederland                                                     | 3 – 1 | Noord-Ierland     |
| Memphis Depay 80' Luuk de Jong 90+1' Memphis Depay 90+4'      | goals | 75' Josh Magennis |

### Achtste ontmoeting
| EK 2020 kwalificatie (Belfast, Noord-Ierland, 16 november 2019): |       |           |
| Noord-Ierland                                                    | 0 – 0 | Nederland |
|                                                                  | goals |           |

KNVB ·
A-internationals ·
Bondscoaches (m) ·
Topscorers ·
Nederlands vrouwenelftal ·
Bondscoaches (v) ·
Nederland B ·
Olympisch elftal ·
Jong Oranje ·
Nederland –20 ·
Nederland –19 ·
Nederland –18 ·
Nederland –17 ·
Nederland –16 ·
Nederland –15 ·
Nederlands amateurelftal ·
Nederlands zaterdagelftal ·
Jong OranjeLeeuwinnen ·
Vrouwen –20 ·
Vrouwen –19 ·
Vrouwen –18 ·
Vrouwen –17 ·
Vrouwen –16 ·
Vrouwen –15 ·
Militair mannenelftal ·
Militair vrouwenelftal ·
Strandteam ·
Vrouwen Strandteam ·
Futsalteam ·
Vrouwen Futsalteam

EK-wedstrijden ·
WK-wedstrijden ·
Resultaten kwalificaties en eindronden ·
Nederland B-wedstrijden ·
Officieuze wedstrijden ·
EK-wedstrijden vrouwen ·
WK-wedstrijden vrouwen ·
Resultaten vrouwen kwalificaties en eindronden
1905 – 1919 ·
1920 – 1929 ·
1930 – 1939 ·
1940 – 1949 ·
1950 – 1959 ·
1960 – 1969 ·
1970 – 1979 ·
1980 – 1989 ·
1990 – 1999 ·
2000 – 2009 ·
2010 – 2019 ·
2020 – 2029
2015 ·
2016 ·
2017 ·
2018 ·
2019 ·
2020 ·
2021 · 
2022
EK's: 1976 · 
1980 · 
1988 · 
1992 · 
1996 · 
2000 · 
2004 · 
2008 · 
2012 · 
2020 · 
2024
WK's: 1934 · 
1938 · 
1974 · 
1978 · 
1990 · 
1994 · 
1998 · 
2006 · 
2010 · 
2014 · 
2022
OS: 1908 ·
1912 ·
1920 ·
1924 ·
1928 ·
1948 ·
1952 ·
2008
Albanië ·
Andorra ·
Argentinië ·
Armenië ·
Australië ·
België ·
Bosnië en Herzegovina ·
Brazilië ·
Bulgarije ·
Canada ·
Chili ·
China ·
Colombia ·
Costa Rica ·
Curaçao ·
Cyprus ·
DDR ·
Denemarken ·
Duitsland ·
Ecuador ·
Egypte ·
Engeland ·
Estland ·
Faeröer ·
Finland ·
Frankrijk ·
GOS · 
Georgië ·
Ghana ·
Gibraltar ·
Griekenland ·
Hongarije ·
Ierland ·
IJsland ·
Indonesië ·
Iran ·
Israël ·
Italië ·
Ivoorkust ·
Japan ·
Joegoslavië ·
Kameroen ·
Kazachstan ·
Kroatië ·
Letland ·
Liechtenstein ·
Luxemburg ·
Malta ·
Marokko ·
Mexico ·
Moldavië ·
Montenegro ·
Nederlandse Antillen ·
Nigeria ·
Noord-Ierland ·
Noord-Macedonië ·
Noorwegen ·
Oekraïne ·
Oostenrijk ·
Paraguay ·
Peru ·
Polen ·
Portugal ·
Qatar ·
Roemenië ·
Rusland ·
Saarland ·
San Marino ·
Saoedi-Arabië ·
Schotland ·
Senegal ·
Servië en Montenegro ·
Slovenië ·
Slowakije ·
Sovjet-Unie ·
Spanje ·
Suriname ·
Thailand ·
Tsjechië ·
Tsjecho-Slowakije ·
Tunesië ·
Turkije ·
Uruguay ·
Verenigd Koninkrijk ·
Verenigde Staten ·
Wales ·
Wit-Rusland ·
Zuid-Afrika ·
Zuid-Korea ·
Zweden ·
Zwitserland
Argentinië (1978) ·
Argentinië (2006) ·
Argentinië (2014) ·
Argentinië (2022) ·
Australië (2014) ·
Brazilië (2014) ·
Chili (2014) · 
Costa Rica (2014) ·
Denemarken (2010) ·
Denemarken (2012) ·
Duitsland (2012) · 
Ecuador (2022) · 
Frankrijk (2008) ·
Italië (2008) ·
Ivoorkust (2006) ·
Japan (2010) ·
Kameroen (2010) ·
Mexico (2014) · 
Noord-Macedonië (2021) · 
Oekraïne (2021) · 
Oostenrijk (2021) · 
Portugal (2006) ·
Portugal (2012) ·
Portugal (2019) ·
Qatar (2022) ·
Roemenië (2008) ·
Rusland (2008) ·
San Marino (2011) ·
Senegal (2022) ·
Servië en Montenegro (2006) ·
Sovjet-Unie (1988) ·
Spanje (2010) ·
Spanje (2014) ·
Tsjechië (2021) · 
Uruguay (2010) ·
Verenigde Staten (2022) · 
West-Duitsland (1974)
IFA · A-internationals · Selecties · Bondscoaches · Noord-Iers vrouwenelftal · Brits olympisch elftal · N-Ierland U21 · N-Ierland U20 · N-Ierland U19 · N-Ierland U18 · N-Ierland U17 · N-Ierland U16
1882 – 1899 ·
1900 – 1919 ·
1920 – 1929 ·
1930 – 1939 ·
1940 – 1949 ·
1950 – 1959 ·
1960 – 1969 ·
1970 – 1979 ·
1980 – 1989 ·
1990 – 1999 ·
2000 – 2009 ·
2010 – 2019 ·
2020 – 2029
EK 2016
WK 1958 · 
WK 1982 · 
WK 1986
1921 · 
1922 · 
1923 · 
1924 · 
1925 · 
1926 · 
1927 · 
1928 · 
1929 · 
1930 · 
1931 · 
1932 · 
1933 · 
1934 · 
1935 · 
1936 · 
1937 · 
1938 · 
1939 · 
1940 · 1941 · 1942 · 1943 · 1944 · 1945 · 
1946 · 
1947 · 
1948 · 
1949 · 
1950 · 
1952 · 
1952 · 
1953 · 
1954 · 
1955 · 
1956 · 
1957 · 
1958 · 
1959 · 
1960 · 
1961 · 
1962 · 
1963 · 
1964 · 
1965 · 
1966 · 
1967 · 
1968 · 
1969 · 
1970 · 
1971 · 
1972 · 
1973 · 
1974 · 
1975 · 
1976 · 
1977 · 
1978 · 
1979 · 
1980 · 
1981 · 
1982 · 
1983 · 
1984 · 
1985 · 
1986 · 
1987 · 
1988 · 
1989 · 
1990 ·
1991 · 
1992 · 
1993 · 
1994 · 
1995 · 
1996 · 
1997 · 
1998 · 
1999 · 
2000 · 
2001 · 
2002 · 
2003 · 
2004 · 
2005 · 
2006 · 
2007 · 
2008 · 
2009 · 
2010 · 
2011 · 
2012 · 
2013 · 
2014 · 
2015 · 
2016 · 
2017 · 
2018 · 
2019 · 
2020 · 
2021 ·
2022 ·
2023 ·
2024
Albanië ·
Algerije ·
Andorra ·
Argentinië ·
Armenië ·
Australië ·
Azerbeidzjan ·
Barbados ·
België ·
Bosnië en Herzegovina ·
Brazilië ·
Bulgarije ·
Canada ·
Chili ·
Colombia ·
Costa Rica ·
Cyprus ·
Denemarken ·
Duitsland ·
Engeland ·
Estland ·
Faeröer ·
Finland ·
Frankrijk ·
Georgië · 
Griekenland ·
Honduras ·
Hongarije ·
Ierland ·
IJsland ·
Israël ·
Italië ·
Joegoslavië ·
Kazachstan ·
Kosovo ·
Kroatië ·
Letland ·
Liechtenstein ·
Litouwen ·
Luxemburg · 
Malta ·
Marokko ·
Mexico ·
Moldavië ·
Montenegro ·
Nederland ·
Nieuw-Zeeland ·
Noorwegen ·
Oekraïne ·
Oostenrijk ·
Panama ·
Polen ·
Portugal ·
Qatar ·
Roemenië ·
Rusland ·
Saint Kitts en Nevis ·
San Marino ·
Schotland ·
Servië ·
Servië en Montenegro ·
Slovenië ·
Slowakije ·
Sovjet-Unie ·
Spanje ·
Thailand ·
Trinidad en Tobago ·
Tsjechië ·
Tsjecho-Slowakije ·
Turkije ·
Uruguay ·
Verenigde Staten ·
Wales ·
Wit-Rusland · 
Zuid-Korea ·
Zweden ·
Zwitserland
Frankrijk (1982) · Oekraïne (2016) · Oostenrijk (1982) · Polen (2016)